# Bistum Parral
Das Bistum Parral (lateinisch Dioecesis Parralensis, spanisch Diócesis de Parral) ist eine in Mexiko gelegene römisch-katholische Diözese mit Sitz in Parral.

## Geschichte
Das Bistum Parral wurde am 11. Mai 1992 durch Papst Johannes Paul II. mit der Apostolischen Konstitution Qui de Ecclesiis aus Gebietsabtretungen des Erzbistums Chihuahua errichtet und diesem als Suffraganbistum unterstellt.

## Bischöfe von Parral
- José Andrés Corral Arredondo, 1992–2011
- Eduardo Carmona Ortega ORC, 2012–2019, dann Koadjutorbischof von Córdoba
- Mauricio Urrea Carrillo, seit 2020